# Samia reversa
Samia reversa är en fjärilsart som beskrevs av George Robert Crotch 1953. Samia reversa ingår i släktet Samia och familjen påfågelsspinnare. Inga underarter finns listade.